# Pascual Harriague
Pascual Harriague (* 1819 in Hasparren im Département Pyrénées-Atlantiques, Frankreich; † 1894 in Bayonne, Frankreich) war ein französischer Winzer.
Der Franzose aus dem Baskenland, der als Auswanderer 1838 nach Uruguay ging, gilt als Hauptimpulsgeber für den Weinbau in Uruguay. Ab 1840 lebte er in der Stadt Salto und gründete dort später das Gut La Caballada. Er führte die  Traubensorte Tannat dort ein, die bis heute die wichtigste Sorte in Uruguay ist. In Uruguay trägt die Sorte bisweilen den Synonymnamen Harriague.